# Lucas Heinrich Thering
Lucas Heinrich Thering (* 18. Januar 1648 in Stendal; † 4. März 1722 in Berlin) war ein deutscher protestantischer Theologe, Feldprediger und zuletzt Archidiakon und evangelisch-lutherischer Stadtsuperintendent in Berlin.

## Familie

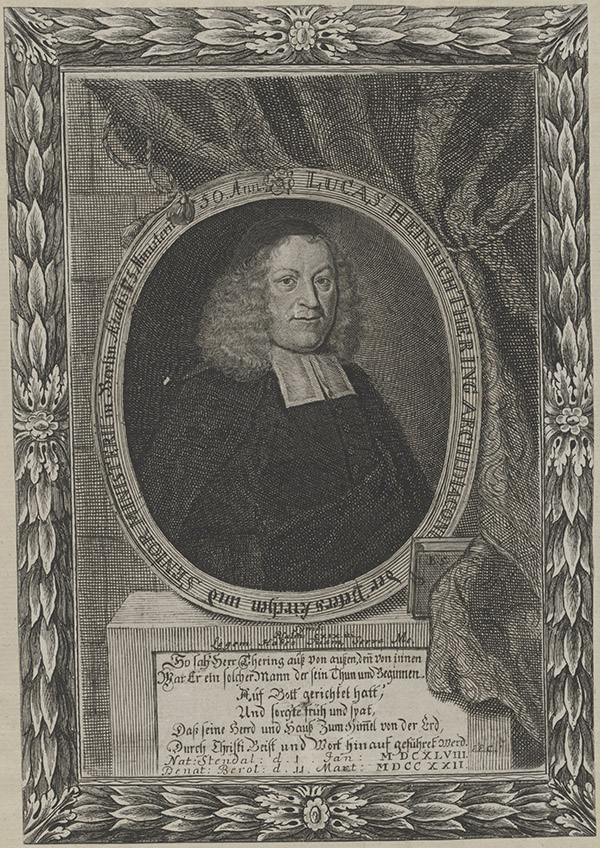
Lucas Heinrich Thering als ev.-luth. Stadtsuperintendent in Berlin

Thering war ein Sohn des Arztes Tobias Thering und seiner Ehefrau Dorothea Krause.
Thering heiratete am 18. Oktober 1674 in Stendal Regina Agatha Schönebeck, die Tochter des verstorbenen Bürgermeisters in Stendal Benedikt Schönebeck (1597–1665), Sohn des früheren Bürgermeisters Bartholomäus Schönebeck (1548–1605), der die Schönebeck’sche Stiftung hinterlassen hat.
Aus der Ehe sind sieben Kinder hervorgegangen, von denen die Kinder Dorothea und Tobias im Kindesalter verstorben sind und ein Kind tot geboren wurde.
- Maria Judith, verheiratet mit dem Kgl. Preußischen Geheimen-Kammer-Diener Samuel Schmiel
- Benedict Heinrich Thering (1679–1743), Pastor in Barleben (ältester Sohn)[5][6]
- Maria Judith, verheiratet mit dem Kgl. Preussischen Geheimen und Ober-Appellation-Rat wie auch Ravensbergischen Appellations-Gerichts-Rat Joachim Christian Lüdecken[7]
- Johann Lucas Thering, Advokat beim Kgl. Ober-Appellationshof und Kammergericht in Berlin sowie später Kgl. Preuß. Hof- und Baurat und Oberbürgermeister von Frankfurt an der Oder (jüngster Sohn)[8][9]

## Leben
Zunächst besuchte er die Schule in Aschersleben und wurde von dem Konrektor Melchior unterrichtet.
Nachdem sein Vater nach Halberstadt verzogen war, besuchte Thering ab 1663 die Schöningsche Fürstenschule unter ihrem Rektor Johann Joachim Mader
und von 1664 bis 1666 die von dem Rektor Martin Tempel geleitete Schule in Halberstadt. Danach studierte er drei Jahre lang Theologie an der Universität Helmstedt.
Als seine Eltern durch die Pest ihr Vermögen verloren hatten und nicht mehr in der Lage waren, ihn zu unterstützen, trat eine Hofmeisterstelle beim damaligen Kommandanten von Küstrin, Oberst von Marwitz zur Erziehung von dessen Söhnen an. Ab 1671 war er Hofmeister bei dem Inhaber der Seeburgischen Herrschaft Christian Wilhelm von Hahn (1621–1668). Einige Monate im Jahr 1672 erhielt er bei dem Prediger der St.-Martini-Kirche in Halberstadt August Meschmann (1627–1679), vgl. dazu:  eine weitere Ausbildung, weil er als Konrektor für die dortige Martini-Schule vorgesehen war. Obwohl er sich große Hoffnung auf diese Stelle machte, wurde er nicht berufen.
Er erhielt dann aber unerwartet die Berufung zum Feldprediger bei dem Regiment des Landgrafen Friedrich II. von Hessen-Homburg und nahm im September 1672 im Zuge des Holländischen Krieges unter anderem im Elsass gegen die französische Armeen am Rhein teil.
Nach dem Friedensschluss 1673 kam das Regiment nach Stendal. Thering quittierte den Dienst und wurde zum Hilfsprediger an der Marienkirche in Stendal bestellt und 1674 zum Subdiakon am Dom in Stendal ernannt. 1676 wurde er Diakon an der Petrikirche in Berlin. In den Jahren 1691–1722 war er Archidiakon in Berlin an der Petrikirche und zuletzt Senior des evangelisch-lutherischen Ministerii (Stadtsuperintendent) in Berlin.

## Schriften (Auswahl)
- worldcat.org
- katalog.slub-dresden.de
- 192.124.243.55 Franckesche Stiftungen zu Halle (Saale), Studienzentrum August Hermann Francke, Archiv, Schriftverkehr mit August Hermann Francke
- GESA, Gesamtkatalog deutschsprachiger Leichenpredigten, cgi-host.uni-marburg.de